# Valeriano Orobón Fernández
Valeriano Orobón Fernández (Cistérniga, Valladolid, 1901 - Madrid, 1936) va ser un traductor i teòric de l'anarcosindicalisme espanyol i creador de la lletra en castellà de la cançó A las barricadas.
Orobón Fernández va ser actiu en el moviment obrer espanyol des de molt jovenet. Fill d'un militant del PSOE, va freqüentar llibreries llibertàries i va ser molt influït per Evelio Boal. El 1919 va representar la secció de Valladolid en el congrés de la CNT al Teatre de la Comedia. Home intel·lectual i amb facilitat per als idiomes, el 1924 va haver d'exiliar-se a París, on va traduir la biografia de Max Nettlau escrita per Rudolf Rocker. El 1926, però, va ser expulsat de França per haver atacat la Dictadura de Primo de Rivera en relació amb la guerra del Marroc. Aleshores va marxar a Berlín, on va ser secretari espanyol de l'AIT.
Entre les seves contribucions teòriques ressalta la seva obstinació per aconseguir una aliança obrera revolucionària per tancar el pas al creixent feixisme i preparar el camí cap a la revolució. Després d'aquesta, Orobón considerava que els sindicats eren el mitjà per organitzar la societat de forma descentralitzada tant políticament com econòmicament, i va arribar a afirmar que l'anarcosindicalisme era la força revolucionària més important a Espanya. Va manifestar el seu rebuig a les propostes comunistes d'Estat i va posar èmfasi que els seus partidaris no poguessin tenir influència en la CNT. Greument malalt, va morir a Madrid a començaments del 1936.
Va posar lletra en castellà a la cançó Warschawjanka, més coneguda com A las barricadas, l'himne de la CNT i cançó popular del moviment anarquista.